# Todis (Supermarkt)
Die IGES S.R.L. SOCIETÀ UNIPERSONALE ist ein italienisches Einzelhandelsunternehmen, das unter dem Namen Todis landesweit zurzeit (Stand: Dezember 2023) 315 Discountmärkte überwiegend über Franchiser betreibt. IGES ist eine Tochtergesellschaft der Conad-Genossenschaft PAC 2000A Conad.

## Geschichte

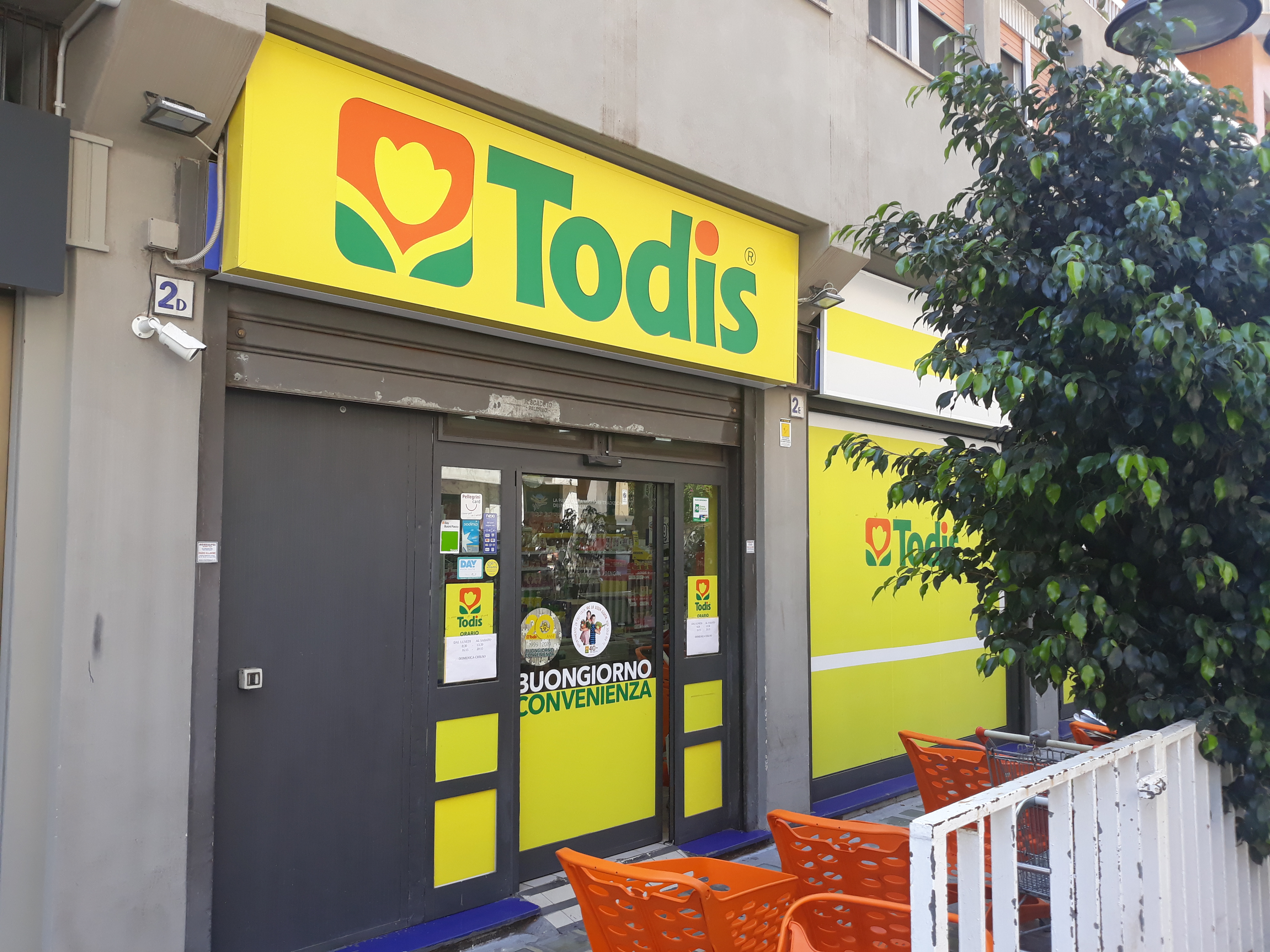
Ein Todis-Markt in Palermo, im Juli 2019

### Anfänge und erstes Wachstum (1994–2018)
Als Todis-Vorgänger eröffnete am 18. Juni 1994 der erste Topdì-Markt im Raum Rimini. Der als Discounter angelegte Markt bot rund 600 Artikel im Sortiment. Der Name Topdì war ein Akronym aus den Worten Top und Discount. In Kooperation mit dem Unternehmen Conad entstand daraus im Jahr 1999 die Marke Todis, die Topdì ersetzte. Ende desselben Jahres verlegte man seinen Hauptsitz und das Lager nach Fiano Romano. 2002 wurde das Sortiment erstmals um Produkte aus biologischer Herstellung. Zwischen 2005 und 2006 stieg die Anzahl der Filialen auf über 100. Das Vertriebsgebiet beschränkte sich zum damaligen Zeitpunkt auf Kampanien, Latium und Umbrien. In Zusammenarbeit mit den Conad-Töchter Conad Adriatico und Conad Sicilia wurden zwischen 2008 und 2009 die beiden regionalen Unternehmen Addis srl (mit Conad Adriatico) und Sodisi srl (mit Conad Silicia) als Joint-Ventures gegründet. Hauptgrund der Gründung war die Stärkung der Präsenz in den Vertriebsgebieten an der Adria und auf Sizilien.

### Weiteres Wachstum und das Unternehmen heute (2019–)
Im Zuge der Akquisition der italienischen Tätigkeiten von Auchan durch Conad wurden einzelne Simply Market-Standorte ab Herbst 2019 auf Todis umgeflaggt. Ab April 2020 übernahm das Unternehmen die Belieferung der zur insolventen Gruppe Meridi Srl gehörenden Discountermärkte, die als Fortè flaggten. Die Gesellschaft Sodisi srl wurde zum 1. Oktober 2021 in die IGES eingegliedert. Von Meridi übernahm man im Februar 2022 zwölf ehemalige Fortè-Märkte. Es wurden dabei auch 52 ehemalige Mitarbeiter des Discounters übernommen. Das Geschäftsjahr, in dem man erstmals an Too Good To Go teilnahm, konnte man erstmals einen Umsatz von mehr als einer Milliarde Euro erreichen. 2022 eröffnete man zudem 23 neue Standorte. Der landesweite Marktanteile von Todis betrug im selben Jahr 4,1 Prozent. 2023 belief sich die Anzahl der Regionen, in denen man vertreten war, auf 10. Insgesamt betrieben 220 Franchiser-Partner Todis-Filialen.

## Vertriebslinien
Aktuell (Dezember 2023) betreibt Todis vier Vertriebslinien:
- Todis Rione: Märkte mit einer Fläche kleiner als 200 m²; seit September 2021; ausschließlich in Rom zu finden[9][10]
- Todis Sotto Casa: Märkte mit einer Fläche zwischen 300 und 400 m²[9]
- Todis La Prossimità: Märkte mit einer Fläche zwischen 400 und 600 m²[9]
- Todis Attrazione: Märkte mit einer Fläche zwischen 800 und 1.000 m²[9]

## Logistikzentren
Todis verfügt über vier Logistikzentren mit angeschlossenen Lägern. Diese befinden sich am Hauptsitz in Fiano Romano, Carini (betrieben von der Sodini srl) sowie in Popoli Terme und Rutigliano (beide von der Addis srl betrieben).

## Handelsmarken
Der Umsatzanteil der Handelsmarken belief sich 2022 auf 75 Prozent. Das Sortiment umfasste im selben Jahr über 3.000 Artikel. Aktuell (Dezember 2023) führt Todis folgende Handelsmarken:
- A Tutto Sapore (Eigenschreibweise: A TUTTO SAPORE): Obst und Gemüse italienischen Ursprungs
- Bel Day (Eigenschreibweise: BEL DAY): Körperpflege-Produkte
- Bio: Bioprodukte
- Black Runner (Eigenschreibweise: BLACK RUNNER): Gesichtspflege-Produkte für Männer
- Bontà dell'orto (Eigenschreibweise: BONTÀ DELL'ORTO): Abgepackte Salate und Gemüse sowie verschiedene Fertigprodukte mit Gemüse- bzw. Salatanteil
- Canaria (Eigenschreibweise: CANARIA): Säfte und Nektare
- Casa Bonelli: Lebensmittel aus ökologischer Landwirtschaft (z. B. Eier und Wurstwaren aus Freilandhaltung)
- Chips&Lips (Eigenschreibweise: CHIPS&LIPS): Snacks (z. B. Chips)
- Clivia (Eigenschreibweise: CLIVIA): Mineralwasser mit niedrigem Natriumgehalt
- Colle Maggio: Molkereiprodukte
- Cucino io (Eigenschreibweise: Cucino io!): Tiefkühlkost
- Cuore Mediterraneo: Lebensmittel der Produktgruppen Pasta, Reis, Mehl, Tomatenkonserven und Saucen
- Gently: Tissue-Papier
- Gently Baby (Eigenschreibweise: Gently BABY): Ökologische Pflegeprodukte für Babys und Kleinkinder
- Gently Natura: Ökologische Körperpflege-Produkte
- Granaroma (Eigenschreibweise: GRANAROMA): Essig, Speiseöle sowie Saucen (z. B. Ketchup oder Mayonnaise)
- Home Style (Eigenschreibweise: home STYLE): Haushaltswaren
- I tesori del forno (Eigenschreibweise: I TESORI DEL FORNO): Backwaren und Desserts
- Il Saggio Olivo (Eigenschreibweise: il Saggio Olivo): Natives Olivenöl
- La Valle delle Delizie: Marmeladen, Konfitüren, Kompotte, in Sirup eingekochtes Obst und Honig
- L'Arte delle Specialità (Eigenschreibweise: L'ARTE DELLE SPECIALITÀ): Lebensmittel (Premiummarke); seit 2016[5]
- Le fette pronte: Wurstaufschnitt
- Loving: Brotaufstriche, Eis, Süßigkeiten sowie Lebensmittel für die Zubereitung von Desserts
- Nouvance (Eigenschreibweise: nouvance): Körperpflege-Produkte, frei von Parabenen, Silikonen, Paraffinen, synthetischen Farbstoffen und Allergenen
- Novodent (Eigenschreibweise: NOVODENT): Mundhygiene- und Zahnpflege-Produkte
- Pesca Re (Eigenschreibweise: PescaRe): Lebensmittel mit verarbeitetem Fisch
- Rafael (Eigenschreibweise: RAFAEL): Kaffee in verschiedenen Formen (Bohnen, Pulver, Kapseln und Pads)
- Re di Tonno: Thunfischkonserven
- Rico (Eigenschreibweise: RICO): Tiernahrung
- Rixel Natura: Ökologische Waschmittel
- Solo Sano (Eigenschreibweise: SOLOSANO): Lebensmittel für Menschen mit speziellen Ernährungsbedürfnissen
- Spinner (Eigenschreibweise: SPINNER): Getränke mit Kohlensäure, Tee, alkoholfreie Aperitifs und Energydrinks
- Spoken Beer (Eigenschreibweise: SPOKEN BEER): Bier
- Wial Natura: Ökologische Reinigungsmittel